# 노다신마치역
노다신마치역(일본어: 野田新町駅 노다신마치에키[*])은 일본 아이치현 가리야시에 있는 도카이 여객철도 도카이도 본선의 역이다.

## 역 구조 및 승강장
상대식 승강장 2면 2선을 가지는 지상역으로, 선상 역사를 갖춘다. 승강장은 9량 편성분의 유효장이 정비되어 있다. 엘리베이터가 역사에 2기, 자유 통로에 2기, 다기능 화장실이 역사에 1개소, 자유통로에 1개소, 역사 내부에 TOICA 대응의 자동 개찰기가 설치되어 있다.
도카이 교통 사업의 직원이 업무를 담당하는 업무위탁역으로, 가리야역이 이 역을 관리하고 있다. 발권 창구가 설치되어 있다.
선로를 따라서 비상에 가까운 장소로 주택 등이 줄지어 서있기 때문에, 구조물의 도처에 있는 시야 선택(각도에 의해 흐릴 것 같은 색이 변화한다)유리를 채용해 주민의 사생활을 배려하고 있다.
| 1 | ■ 도카이도 본선 | 하행 | 나고야 · 오가키 방면     |
| 2 | ■ 도카이도 본선 | 상행 | 오카자키 · 도요하시 방면 |

## 이용 현황
'가리야의 통계'에 의하면, 이 역의 1일 평균 승차 인원은 이하와 같이 추이되고 있다.
- 2006년도 - 929명
- 2007년도 - 1,022명
- 2008년도 - 1,438명
- 2009년도 - 1,625명

## 역 주변
- 제이 텍트 히가시카리야 공장
- 가리야 토요타 종합병원 히가시 분원
- 국도 제419호선

## 역사
현지의 청원에 의해, 이 역의 설치에 이르렀다. 건설비는 가리야 시가 전액 부담하고 있다.
- 2004년 8월 : 도카이도 본선의 히가시카리야 - 가리야 간의 신 역으로서, 가리야 시와 도카이 여객철도(JR 도카이)가 공사 협정을 체결.
- 2005년 10월 : 공사 개시.
- 2006년 12월 14일 : '노다신마치 역'으로 역 이름을 정식 결정.
- 2007년 3월 18일 : 개업.

## 인접 역
| 도카이 여객철도 도카이도 본선       | 도카이 여객철도 도카이도 본선 | 도카이 여객철도 도카이도 본선 |
| ----------------------------------- | ----------------------------- | ----------------------------- |
| 히가시카리야 하마마쓰·시즈오카 방면 | ■ 도카이도 본선               | 가리야 도요하시·나고야 방면   |